# Robert Doisneau
Robert Doisneau (n. 14 aprilie 1912, Gentilly, Val-de-Marne, Franța – d. 1 aprilie 1994, Montrouge, Hauts-de-Seine, Franța) a fost un fotograf francez. În anii 1930 a folosit un aparat de fotografiat Leica⁠(en)[traduceți] pe străzile Parisului; împreună cu Henri Cartier-Bresson a fost un pionier al foto-jurnalismului. Ele este renumit pentru imaginea sa din 1950 Le Baiser de l'hôtel de ville⁠(fr)[traduceți], o fotografie a unui cuplu care se sărută pe străzile aglomerate ale Parisului. Robert Doisneau a fost numit Chevalier (Cavaler) al Ordinului Național al Legiunii de Onoare în 1984.